# Numazu-juku
Numazu (jap. 沼津宿 Numazu-juku) – dwunasta z 53 stacji szlaku Tōkaidō, położona obecnie w mieście Numazu w prefekturze Shizuoka.

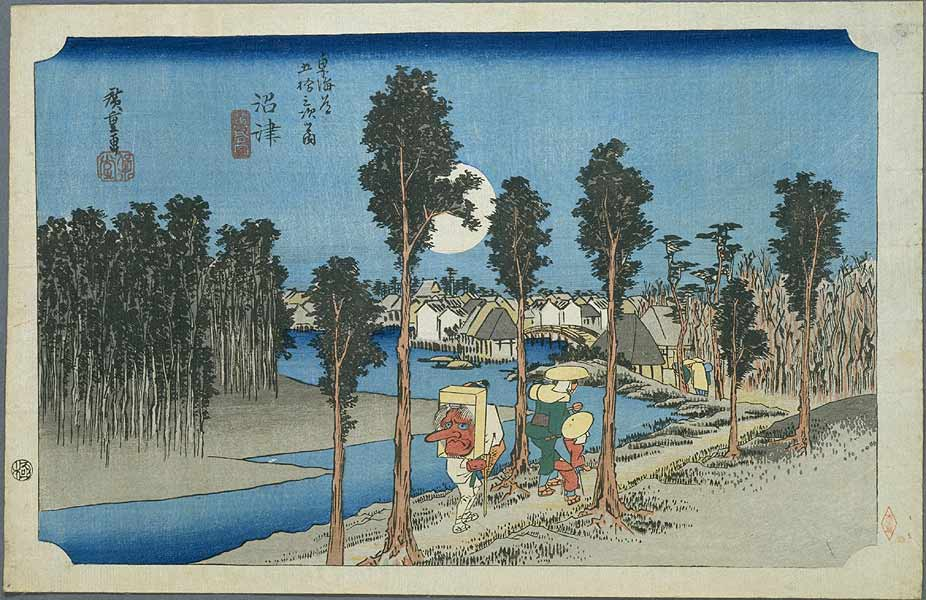
Stacja w latach 30. XIX wieku, Hiroshige Andō

Była to najbardziej wysunięta na wschód shukuba prowincji Suruga, z 1200 budynkami - trzema honjinami, jednym sub-honjinem i 55 hatago. Miasto Numazu ma muzeum związane z historią tego regionu.